# Remiremont (tổng)
Tổng Remiremont là một tổng của Pháp, tọa lạc tại tỉnh Vosges trong vùng Lorraine của Pháp.

## Phân chia hành chính
Tổng Remiremont được chia thành 16 xã:
- Cleurie
- Dommartin-lès-Remiremont
- Éloyes
- Faucompierre
- La Forge
- Jarménil
- Pouxeux
- Raon-aux-Bois
- Remiremont
- Saint-Amé
- Saint-Étienne-lès-Remiremont
- Saint-Nabord
- Le Syndicat
- Tendon
- Le Tholy
- Vecoux

## Lịch sử
| Période                                   | Tên                | Đảngi | Chức vụ                       | Tư cách                                               |
| ----------------------------------------- | ------------------ | ----- | ----------------------------- | ----------------------------------------------------- |
| 1963 - 2014                               | Christian Poncelet | UMP   | Président của Conseil général | Député puis sénateur, président của Sénat depuis 1998 |
| 1919 - 1934                               | Camille Amet       | AD    |                               | Député                                                |
| Dữ liệu trước đây không còn được biết rõ. |                    |       |                               |                                                       |